# سوق دومة الجندل
سوق دومة الجندل، وكان يسمى محليا في السابق "سوق الوقف" ، يقع في مدينة الجوف في المملكة العربية السعودية، ويعد من أوائل أسواق العرب الكبرى والتي كانت لها مكانة ثقافية واقتصادية كبيرة قبيل الإسلام،  وسوق دومة الجندل عبارة عن أطلال محلات قديمة مبنية من الحجر ضمن المنطقة الأثرية أسفل قلعة مارد في مركز المدينة القديم في دومة الجندل وتمثل جزءً من سوق دومة الجندل، وقد أزيلت أغلب معالمه وتهدمت. وقد تم اختيار الموقع سياحيا لأهميته التاريخية والتراثية ولتكامله السياحي مع مواقع سياحية أخرى مثل حي الدرع، مسجد عمر، قلعة مارد.

## التاريخ
يعقد السوق سنويًا خلال أول أيام شهر ربيع الأول من كل سنة و يستمر حتى منتصف الشهر. وكانت العرب تلقى في سيرهم إليه نصبًا كبيرة لوعورة الطريق و التعرض للأخطار ولا يحملهم على ذلك إلا ما تغريهم هذه السوق من ربح وفائدة .

## السوق والقوافل التجارية
لغرض تأمين سلامة وصول القوافل التجارية القادمة إلى هذا السوق، وعدم تعرضها لعمليات النهب من قبل القبائل القاطنة على طريق مرورها؛ فإن التجار يلجأون إلى حماية إحدى القبائل إلا تجار قريش فإنهم لا يتخفرون بأحد حتى يرجعوا نتيجة لحلف قريش مع مضر والقبائل المتحالفة معها، وبسبب مكانة قريش الدينية أيضاً بينما كان التجار العرب يحتاجون إلى خفارة خاصة حين تمر قوافلهم في مضر؛ فكانت مضر تقول:«قضت عنا قريش ما أورثنا إسماعيل من الدين».
وقد كان يجاور السوق من قبائل العرب قبيلتا كلب وجديلة طيء، وكانوا يعرضون بضاعتهم في بيوت شعر يقيمونها لهذا الغرض.، وكان يُشرف على السوق إما من كلب وإما من غسان، ويقول الألوسي:«كان أكيدر صاحب دومة الجندل يرعى الناس ويقوم بأمرهم أول يوم فتقوم سوقهم إلى نصف الشهر، وربما غلب على السوق بنو كلب فيعشرهم ويتولى أمرهم أمرهم يومئذ بعض رؤساء بني كلب فتقوم سوقهم إلى آخر الشهر؛ فكان بين أكيدر وقبيلة كلب تنافس شديد على الاستيلاء على هذه السوق؛ فاكيدر يتولى أمرها حيناً ويعشر من بها، والكلبي حيناً يستأثر بالحكم فيها والاضطلاع بشؤونها».
ذكر المرزوقي أن التنافس الشديد بين أكيدر و قبيلة كلب كان يحل بطريقة طريفة حيث قال : كان ملكها (سوق دومة الجندل) بين أكيدر العبادي من السكون , وبين قنافة الكلبي وكان غلبة الملكين أن يتحاجيا , فأيهما غلب صاحبه بما يلقي عليه تركه والسوق يفعل بها ما يشاء ولم يبيع فيها أحد من خارج البلده إلا بإذنه ولم يشتر فيها ولم يبيع حتى يبيع الملك كل شيء يريد بيعه مع ما كان إليه من مكسها .

## انظر ايضاً
- دومة الجندل
- سوق عكاظ
- سوق الجردة

## وصلات خارجية
- سوق دومة الجندل أقدم أسواق العرب وساهم في انتشار الثقافة والفكر.
- أقدم أسواق العرب.. تحت شموخ «مارد» ومئذنة مسجد عمر.